# Costanzo Varolio

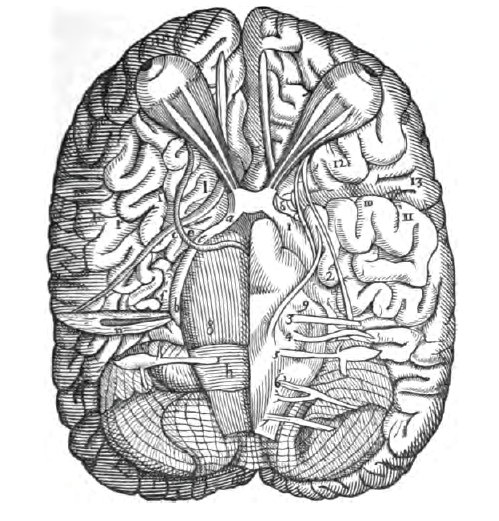
Drzeworyt przedstawiający mózgowie, zamieszczony w pracy Varolia De Nervis Opticis in Humano capite

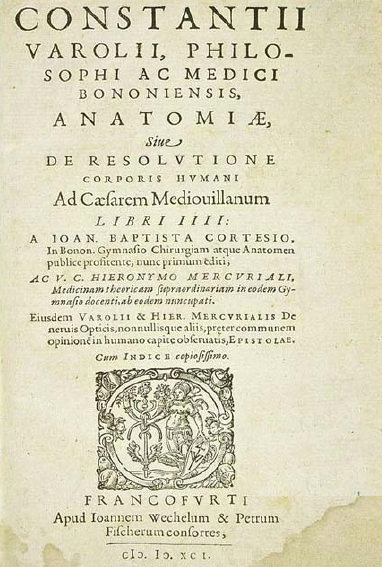
Strona tytułowa Anatomiae sive de resolutione corporis humani (1592)

Costanzo Varolio (Constantius Varolius, ur. 1543 w Bolonii, zm. 1575 w Rzymie) – włoski anatom, lekarz papieża Grzegorza XII.

## Życiorys
Był uczniem Giulio Cesare Aranzio, który z kolei uczył się u Wesaliusza. Tytuł doktora medycyny otrzymał w 1567. W 1569 roku senat Uniwersytetu Bolońskiego utworzył nadzwyczajną katedrę anatomii dla niego, z dodatkowym zadaniem nauczania anatomii. W tamtejszym teatrze anatomicznym stoi dziś rzeźba upamiętniająca Varolio. Później Varolio nauczał przypuszczalnie na rzymskim Uniwersytecie Sapienza. 

## Dorobek naukowy
Wsławił się jako chirurg, usuwający z wprawą kamienie moczowe. 
Jako anatom, Varolio pamiętany jest za jego prace nad nerwami czaszkowymi. Był pierwszym, który sekcjonował mózg od podstawy, a nie tak jak poprzednicy, od strony sklepienia. Metodę wydobycia mózgowia z czaszki i jego sekcji od podstawy opublikował w 1573 roku. Varolio opisał most mózgu (znany przez stulecia jako most Varola, pons Varoli) i odnogi mózgu.
Osobnym zainteresowaniem Varolia był mechanizm erekcji prącia. "Musculi erectores penis" (opuszkowo-gąbczasty i kulszowo-jamisty) zostały opisane już przez Galena, jednak w czasach Varolia była to wiedza już zapomniana. 

## Prace
- De Nervis Opticis nonnullisque aliis praeter communem opinionem in Humano capite observatis. Ad Hieronymum Mercurialem, Patavii apud Paul et Anton. Meiettos fratres, 1573
- Anatomiae sive de resolutione corporis humani ad Caesarem Mediovillanum libri iv, Eiusdem Varolii et Hieron. Mercrialis De nervis Opticis, etc. epistolae, Francofurti, apud Joh. Wechelum et Petr. Fischerum consortes, 1591